# Stanisław Gomoliński (zm. przed 23 czerwca 1561)
Stanisław Gomoliński herbu Jelita (zm. przed 23 czerwca 1561 roku) – kasztelan rozprzański w latach 1543-1559, pisarz sieradzki w latach 1519-1543, starosta wieluński w latach 1543-1545.
Poseł na sejm piotrkowski 1523 roku z województwa sieradzkiego.